# Basitropis solitaria
Basitropis solitaria là một loài bọ cánh cứng thuộc chi Basitropis, trong họ Anthribidae. Loài này được Pascoe mô tả khoa học lần đầu tiên năm 1860.